# Krapyakrejo
Krapyakrejo is een bestuurslaag in het regentschap Pasuruan van de provincie Oost-Java, Indonesië. Krapyakrejo telt 5414 inwoners (volkstelling 2010).